# Vlastimil Galina
Vlastimil Galina (4. ledna 1929 – 1. března 1986[zdroj?]) byl československý hokejový útočník. V sezóně 1967/1968 vedl jako hlavní trenér CHZ Litvínov.

## Hokejová kariéra
V československé lize hrál za CHZ Litvínov. Odehrál 6 ligových sezón, nastoupil v 98 ligových utkáních a dal 42 gólů.

## Klubové statistiky
| Sezona    | Klub               | Soutěž  | Základní část | Základní část | Základní část | Základní část | Základní část |
| Sezona    | Klub               | Soutěž  | Z             | G             | A             | B             | TM            |
| --------- | ------------------ | ------- | ------------- | ------------- | ------------- | ------------- | ------------- |
| 1954/1955 | Jiskra SZ Litvínov | 3. liga | -             | 0             | -             | -             | -             |
| 1955/1956 | Jiskra SZ Litvínov | 3. liga | -             | 0             | -             | -             | -             |
| 1956/1957 | Jiskra SZ Litvínov | 2. liga | -             | 0             | -             | -             | -             |
| 1957/1958 | Jiskra SZ Litvínov | 2. liga | -             | 0             | -             | -             | -             |
| 1958/1959 | Jiskra SZ Litvínov | 2. liga | -             | 1             | -             | -             | -             |
| 1959/1960 | Jiskra SZ Litvínov | 1. liga | 22            | 11            | 5             | 16            | -             |
| 1960/1961 | Jiskra SZ Litvínov | 1. liga | 30            | 16            | 4             | 20            | -             |
| 1961/1962 | CHZ Litvínov       | 1. liga | 32            | 13            | 4             | 17            | -             |
| 1962/1963 | CHZ Litvínov       | 1. liga | 10            | 2             | -             | -             | -             |
| 1963/1964 | CHZ Litvínov       | 1. liga | 1             | -             | -             | -             | -             |
| 1964/1965 | CHZ Litvínov       | 1. liga | 3             | -             | -             | -             | -             |